# Andrea Neves (atriz)

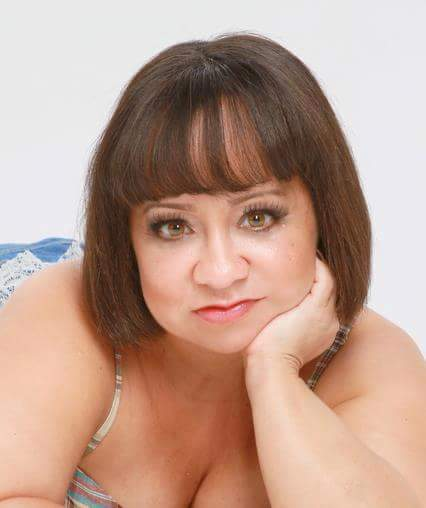
Foto da atriz brasileira Andréa Neves (arquivo pessoal)

Andrea Neves de Jesus (Rio de Janeiro, 28 de outubro), é uma atriz brasileira.
Nasceu no Rio de Janeiro mas morou em Brasília parte da infância e adolescência. Sonhava em ser atriz desde os seis anos de idade, porém, teve o primeiro contato com o mundo das artes por meio do ballet clássico, estudando por mais de dez anos e obtendo, ainda na infância, o certificado da Royal Academy of Dancing - Londres. Fez faculdade em Brasília graduando-se Bacharel em Artes Cênicas pela - Faculdade de Artes Dulcina de Moraes que fica em Brasília, antiga Fundação Brasileira de Teatro  Brasília – DF. Participou de diversas montagens nos gêneros comédia, tragédia, drama e teatro musical.  Ainda em Brasília, coordenou por 2 anos o Grupo Teatral Mais Companhia nas funções de diretora, dramaturga e produtora.
Em 2002 mudou-se para o Rio de Janeiro dando continuidade à carreira de atriz, coordenou o site de cinema experimental Cinema de Garagem escrevendo roteiros, dirigindo e fazendo a preparação de elenco. 
Atualmente integra o elenco principal sa série Conselho Tutelar que está em sua terceira temporada e é  exibida na Rede Record e Universal Channel.

## Carreira

### No cinema
- 2012 - Billi Pig deJosé Eduardo Belmonte - Beijoca [3]
- 2011 - Na Carne e Na Alma de Alberto Salvá - Florista
- 2007 - Meu Mundo em Perigo de José Eduardo Belmonte- Camareira

### No teatro
- 2009 - Zéu Brito Galante - show permorfático deZéu Brito- performance e backing vocal
- 2008 - Sítio do Picapau Amarelo - O Musical, direçãoRoberto Talma- Dona Carochinha[4] [5]
- 2007 - O Dragão Verde - musical com texto deMaria Clara Machado- Bobo da Corte
- 2005 - A Glória de Nelson, direçãoDaniel Herz- Madame Luba[6]
- 2004 - Amor Com Amor Se PagaFrança Júnior- Mr John Reed e Gertrudes
- 2003 - Uma Peça Por Outra, direçãoDaniel Herz- A esposa
- 2001 - Várias Maneiras de Enlouquecer Um Homem, com o Grupo Teatral Mais Companhia - Rosemary

### Na televisão
- 2014 a 2018 - Conselho Tutelar,telessérie <ref> , Record - Estér
- 2013 - Magic Malabi Express, série israelense, Nana10, Tel Aviv - Fernanda
- 2006 - Floribella, Rede Bandeirantes- A Cartomante
- 2005 - Carga Pesada,direção Roberto Naar.  Rede Globo - Vidente
- 2005 - A Diarista,direção José Alvarenga Jr. Rede Globo, episódio Eu, Tu, Ela - A amante
- 2005 - Os Amigos Vegetais,direção Marlene Mattos, Rede Record- Laura Cenoura